# アニメ特撮アーカイブ機構
特定非営利活動法人アニメ特撮アーカイブ機構（アニメとくさつアーカイブきこう、英: Anime Tokusatsu Archive Centre、略: ATAC）は、 アニメと特撮のアーカイブ収集を目的とする、日本の特定非営利活動法人。設立者及び理事長は庵野秀明。

## 歴史
2017年、東京都の特定非営利活動法人として設立。
2018年11月3日に、福島県須賀川市で設立された「特撮文化推進事業実行委員会」に参画した。2020年11月3日に同市で設立されたアーカイブセンターに対し、資料の収集面で協力した。

### 設立経緯
本団体設立のきっかけは、庵野秀明、樋口真嗣、尾上克郎、神谷誠、原口智生らによる飲み会の席であった。途中合流した原口は、雑誌『宇宙船』（ホビージャパン）の連載での撮影のため『マグマ大使』のロケットのミニチュアを持ち出していたことから、自身が趣味で行っていた過去の特撮ミニチュアの収集・修復活動についていずれギャラリーなどで展示したいという展望を語ったところ、庵野がこれに賛同し実現に向けて動き出すこととなった。
庵野は、旧知であったスタジオジブリの鈴木敏夫に相談したところ、鈴木は三鷹の森ジブリ美術館を運営していた経験から美術館として運営することも非営利で行うことも難しいと告げられる。しかし、その後鈴木からジブリが毎年展覧会を行っていた東京都現代美術館での企画が空白となっていたことから、同館で展覧会を催すことを持ちかけられ、2012年に「館長 庵野秀明 特撮博物館 ミニチュアで見る昭和平成の技」を開催した。
好評を博した「特撮博物館」は全国巡回へと発展し、円谷英二の故郷である須賀川市が常設化に名乗りを上げる。そして、その実現のためNPO法人として本団体が設立され、須賀川特撮アーカイブセンターの設立に至る。
2024年1月25日、組織の理事を新たに増員し、浅沼誠、岩上敦宏、高橋望、三池敏夫が理事に選任された。

## 人物
- 庵野秀明（理事長）
- 氷川竜介（副理事長）
- 樋口真嗣（副理事長）
- 浅沼誠（理事）
- 岩上敦宏（理事）
- 高橋望（理事）
- 三池敏夫（理事）
- 桶田大介（監事）
- 三好寛（事務局長） - カラー文化事業担当[7]。元はスタジオジブリ所属で、ジブリ美術館の学芸員を務めており、現代美術館の展示も担当していたことから「特撮博物館」にも携わっていた[7]。